# Tony Hymas
Anthony Hymas (23 september 1943) is een Britse jazztoetsenist en componist.

## Biografie
Hymas begon als koorknaap in de Exeter Cathedral. Daarna studeerde hij piano aan de Royal Academy of Music bij Harold Rubens. In Londen kreeg hij spoedig aansluiting bij het jazzcircuit. In 1964 behoorde hij tot het kwintet van Henry Lowther en Lyn Dobson, maar ook tot de band van Don Brown. De daaropvolgende jaren werkte hij als pianist en componist van het Ballet Rambert. In 1972 begon hij als film- en tv-componist te werken. Hij schreef om te beginnen het thema voor de tekenfilmserie Mr. Men. Tijdens deze periode werkte hij ook voor Johnny Dankworth, Cleo Laine en Stan Sulzmann. Hij begeleidde ook Jane Manning en Frank Sinatra.
In 1976 haalde Jack Bruce hem bij zijn band, waarmee hij ook internationaal op tournee ging. In 1978 toerde hij met Jeff Beck en Stanley Clarke in Japan, hetgeen leidde tot een langere samenwerking met Beck, voor wie hij vele songs schreef en ook betrokken was bij de opname van de albums There and Back (1980), Jeff Beck's Guitar Shop (1989; Grammy Award 1990) en Who Else (1998). In 1982 formeerde hij met Jim Diamond en Simon Phillips de band Ph. D.
In 1984 concentreerde hij zich weer op de jazz. Hij speelde in het trio van Tony Coe, met wie en Hugh Burns en Terry Bozzio hij van 1991 tot 1994 de Lonely Bears formeerde. Daarnaast ontstond zijn Indianenalbum Oyate en zijn Symphony in a Flat, die in 1995 werd opgevoerd door het London Symphony Orchestra. Tijdens de daaropvolgende jaren werkte hij ook voor Sam Rivers (Eight Day Journal) en Michel Portal (Minneapolis). Met François Corneloup, Jef Lee Johnson en David King formeerde hij in 2003 de band Ursus Minor, waarmee de albums Zugzwang (2003), Coup de sang (2006) en I Will Not Take But for an Answer (2010) ontstonden. Hij werkte verder met John Taylor (Aspects of Paragonne), Ray Russell (Ready or Not, A Table Near the Band), John McLaughlin, Bruno Chevillon, Airto en Evan Parker.

## Discografie
- 1984: Flying Fortress
- 1990: Oyate (met o.a. Jim Pepper)
- 1992: A Winter's Tale (met Jean-François Jenny-Clark en Jacques Thollot)
- 2007: Correspondances Erik Satie - Claude Debussy
- ????: Mark Anderson / Paul Dunmall / Philip Gibbs / Tony Hymas 21st Century V-Bop
- 2010: De l'origine du monde
- 2014: Chroniques de résistance. Various artists. Nato / Broken Silence
  - 2014: Samenvatting van Elise Graton Hommage an den Widerstand in Die Tageszeitung, 20 december 2014, S. 13

- Bibliothèque nationale de France: cb13924733d (data)
- Gemeinsame Normdatei: 134413644
- International Standard Name Identifier: 0000 0000 5514 7879
- Library of Congress Control Number: n91123516
- MusicBrainz: 5b9a04dc-179b-4a3e-b5b9-3c33170e234a
- Nationale Bibliotheek van Tsjechië: xx0233653
- Nationale Bibliotheek van Israël: 987007395557705171
- SNAC: w6sw2tpk
- Système universitaire de documentation: 157416895
- Virtual International Authority File: 61733812
- WorldCat: E39PBJrWx8kkPMfHBKxGp3rDv3